# Vladímir Shklyarov
Vladímir Andreyevich Shklyarov (Leningrado, actual San Petersburgo, 9 de febrero de 1985-Ibidem, 16 de noviembre de 2024) fue un bailarín de ballet ruso. Se desempeñó como bailarín principal en el Ballet Mariinski de San Petersburgo. También fue bailarín invitado principal del Ballet Estatal de Baviera en Múnich, Alemania, y del Ballet Real de Londres. Falleció al caer del quinto piso de un edificio de apartamentos en San Petersburgo.

## Biografía

### Primeros años
Nació en Leningrado (actual San Petersburgo), el 9 de febrero de 1985. Se formó en la Academia Vaganova de Ballet Ruso, escuela asociada del Ballet Mariinski, y se graduó en 2003, de la clase de Vitaly Afanaskov. Se unió al Ballet Mariinski el mismo año y fue ascendido a bailarín principal en 2011.

### Carrera
Su repertorio incluía a James en La sílfide, el duque Albrecht en Giselle, Solor en La bayadera, el príncipe Désiré en La Bella Durmiente, el príncipe Siegfried en El lago de los cisnes, el Príncipe en El Cascanueces, Jean de Brienne en Raymonda, Basilio en Don Quijote e Iván el Loco en El Caballito Jorobado. También bailó los papeles principales en Paquita Grand Pas Classique, El Espectro de la rosa, Las sílfides y Jewels.
En 2007, bailó el papel principal de Zéphyr en el estreno de la reconstrucción de Sergei Vikharev del ballet de un acto de Marius Petipa, El despertar de Flora. También bailó el papel principal de Arlequín en el estreno de la reconstrucción de Vikharev del ballet de Michel Fokine, Carnaval.
Fue bailarín invitado en el American Ballet Theater entre 2014 y 2015.
A principios de 2016, se unió al Mariinski en una gira por Estados Unidos. En septiembre de 2016, junto a su esposa tomaron un año sabático del Mariinski y se unieron al Ballet Estatal de Baviera en Múnich, Alemania, como directores invitados por invitación de Igor Zelensky. Regresaron a San Petersburgo en 2017, pero continuaron bailando como invitados en Múnich.
En 2017, se unió al Ballet Real de Londres como bailarín principal invitado después de reemplazar a Serguéi Polunin, quien se retiró en el último minuto, en Marguerite y Armand de Frederick Ashton.

### Fallecimiento
Falleció el 16 de noviembre de 2024, a la edad de 39 años. Su muerte fue confirmada por el Mariinski. Los medios locales informaron que falleció tras caerse del balcón de su apartamento ubicado en el quinto piso de un edificio de San Petersburgo; había estado tomando analgésicos antes de una cirugía programada. Según su compañera de baile Irina Baranovskaya, el joven salió al balcón a fumar y "perdió el equilibrio". Según RIA Novosti, se ha iniciado una investigación sobre su muerte, aunque se dictaminó que su caída fue un accidente.

### Vida personal

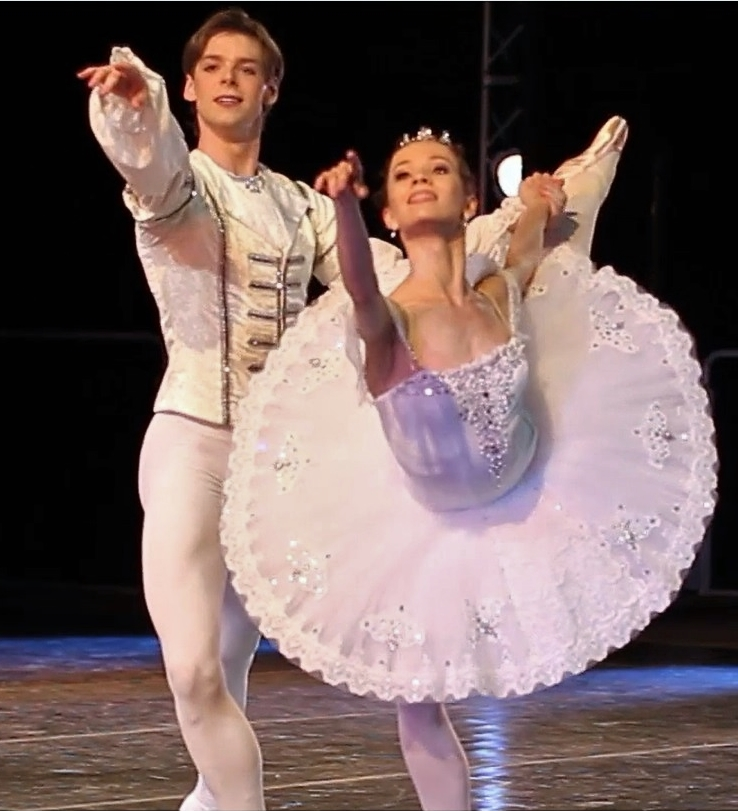
Shklyarov y Maria Shirinkina en el Festival de Ravello en La Bella Durmiente, 2013.

Se casó con Maria Shirinkina, bailarina principal del Mariinski, en 2013. Tuvieron dos hijos.
En marzo de 2022, tras la invasión rusa de Ucrania, Shklyarov publicó en redes sociales en apoyo a la paz: "¡Estoy en contra de cualquier guerra!... No quiero ni guerras ni fronteras" y "Los políticos deberían poder negociar sin disparar ni matar a civiles, para eso se les dio la oportunidad de hablar". Posteriormente eliminó la publicación y no hizo más comentarios sobre la invasión en las redes sociales.

## Premios y honores
- Premio Vaganova (2002)[13]
- Ganador del XI Concurso Internacional de Ballet y Coreografía, en la categoría "Solo" (Moscú, 2009, 1er premio)
- Ganador del premio en el Concurso Internacional Vaganova-Prix (San Petersburgo, 2002)
- Ganadora del premio Alma de la Danza 2008, otorgado por la revista Ballet, en la categoría "Estrella en Ascenso".
- Premio Internacional Léonide Massine para el Arte de la Danza (Positano, Italia, 2008)[14]
- Ganador de la beca Zegna – Mariinsky New Talent Awards (Londres, 2008)
- Ganador del premio internacional de ballet DANCE OPEN en la categoría "Mr Virtuoso" (2014)[15][16]
- Ganador del Premio BALLET2000, instituido por la revista BALLET2000 (2016)[17]
- Artista Honorario de Rusia (2020)[9][14]